# Зуб (остров)
Зуб — остров архипелага Земля Франца-Иосифа. Административно относится к Приморскому району Архангельской области России.
Расположен в центральной части архипелага, у побережья (всего в 50 метрах) острова Блисса. К северу от острова Зуб на расстоянии около 400 метров находится остров Притчетта.
Имеет вытянутую форму длиной около 400 метров с небольшой бухтой в юго-восточной части. Именно из-за своей характерной формы остров получил своё название. Он не имеет каких-либо значимых возвышенностей и свободен ото льда, в северной части — редкие каменистые россыпи.